# Kimberley Chen
Kimberley Chen Fang-yu (née le 23 mai 1994) est une chanteuse, actrice et mannequin australienne basée à Taïwan. Elle a fréquenté la Tintern Grammar et le Victorian College of the Arts à Melbourne, en Australie. Elle était la plus jeune et unique enfant modèle de The Price Is Right de Nine Network et est apparue plus tard dans le rôle de Young Nala dans la production de Broadway du Roi lion de Disney au Regent Theatre de Melbourne et à l'Opéra de Shanghai.
En 2012, elle est devenue chanteuse professionnelle à Taïwan, chantant en anglais et en mandarin. Son premier album a été un succès commercial et sa première chanson 愛你 (Love You) a atteint 106 millions de vues. Chen a brièvement travaillé avec la maison de production B.ANGEL en 2014 avant de signer avec la société basée à Hong Kong Sharp Music, apparaissant finalement dans la version chinoise de Produce 101 en 2018. Elle a été nommée A+, le classement le plus élevé de l'émission, et a reçu plus de  4,3 milliards de vues pour chacune de ses performances.
En octobre 2021, Chen est censurée en Chine continentale à la suite de la chanson et du clip Fragile (chinois : 玻璃心) une collaboration avec l'artiste hip-hop malaisien-chinois Namewee.

## Carrière musicale

### 2012: Débuts avecKimberley
Après près de trois ans de préparation, le premier album de Chen est sorti le 27 avril 2012, avec six chansons en mandarin et cinq chansons en anglais. Deux de ses chansons ont été présentées dans la série taïwanaise Fondant Garden avec Park Jung-min. Son premier single 愛你 (Love You) a été un succès sur YouTube, avec plus de 106 millions de vues et des commentaires généralement positifs.
Le deuxième single de Chen, Never Change, co-écrit avec l'artiste australien Don Bianco, a été le premier pour lequel elle a contribué à la musique et aux paroles. Chen a publié des vidéos de musique de ses deux singles : 愛你 (Love You), avec JPM, et 廖允傑 (LilJay). Ils ont été un succès sur YouTube, engrangeant plus de 15 millions de vues. À Taïwan, elle est arrivée en tête des charts KKBox.

### 2013 :Kimbonomics
Sony Music annonce le 16 décembre 2013 que Chen sortira son deuxième album studio, Kimbonomics. L'album sort le 25 décembre 2013, contenant dix titres. Il se classe quatrième sur les charts musicaux hebdomadaires de KKBox (en) à Taïwan le 25 janvier 2014.

### 2017-2018 :#Tag Me
Fin 2017, Chen a sorti son troisième album studio #Tag Me.

### 2021: collaboration avec Namewee
Chen est interdite en Chine continentale et son compte Sina Weibo est fermé à la suite de la chanson et du clip Fragile (chinois : 玻璃心) une collaboration avec l'artiste hip-hop malaisien-chinois Namewee qui est devenue virale en octobre 2021,.